# Nicotiana attenuata
Nicotiana attenuata es una especie de la familia Solanaceae conocida por el nombre común de tabaco coyote dentro del grupo de tabacos salvajes. 

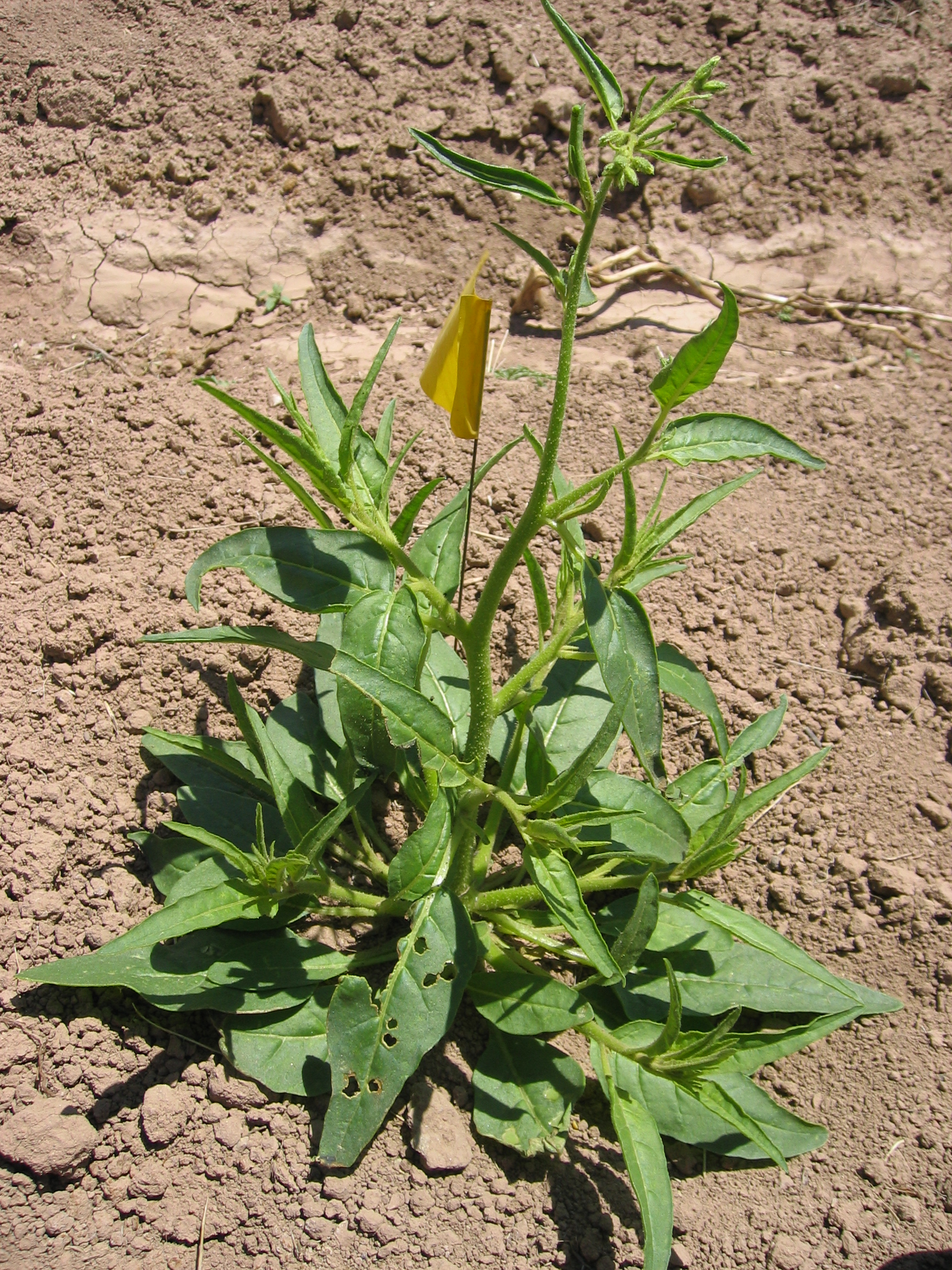
Nicotiana attenuata en Utah

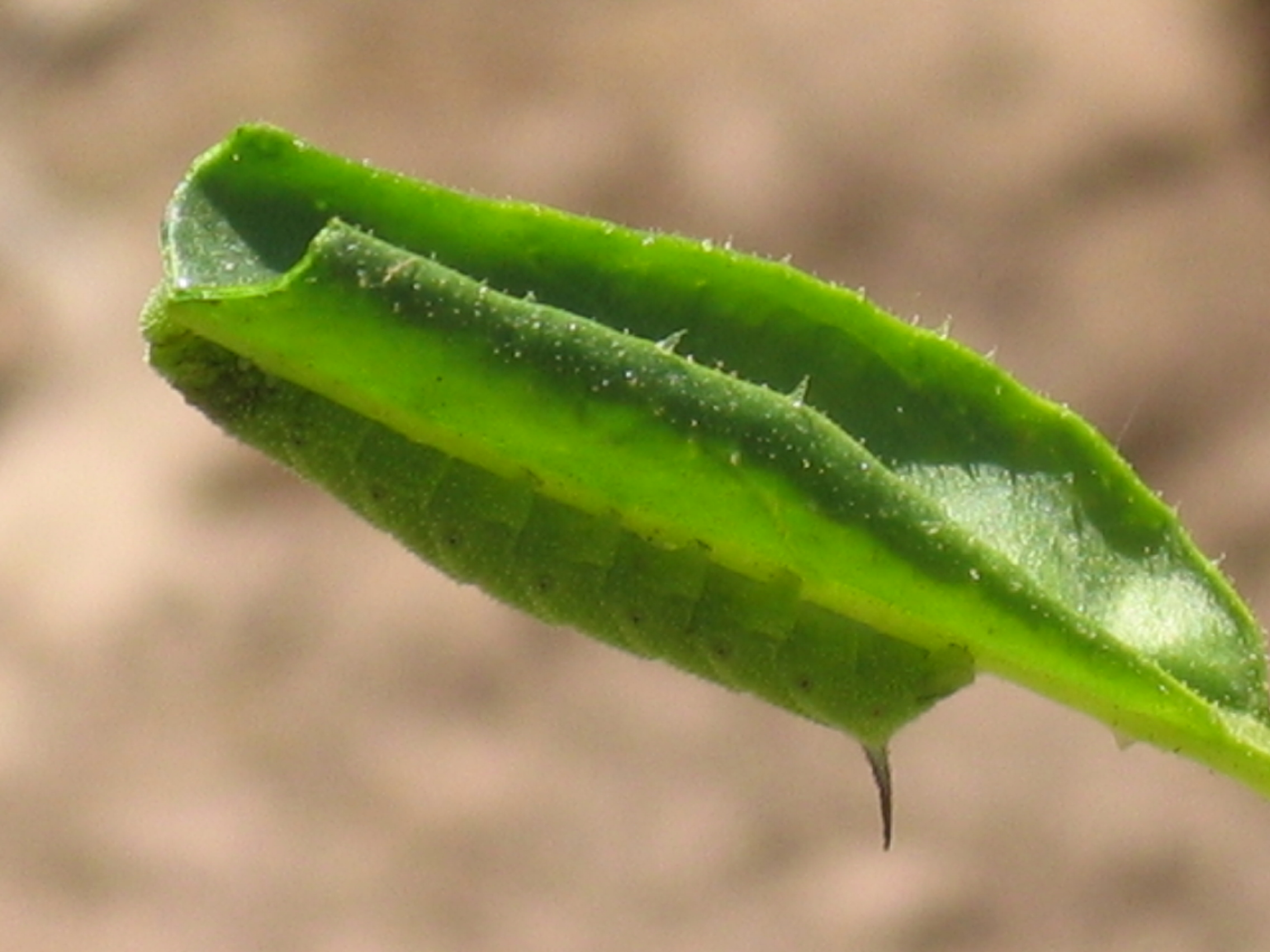
Manduca alimentándose de Nicotiana attenuata

## Distribución
Es nativa del oeste de Norteamérica desde Columbia Británica hasta Texas y el norte de México, donde crece en diferentes tipos de hábitats. 

## Descripción
Es una hierba anual con tricomas glandulares, que en promedio alcanza el metro de altura. Las hojas tienen peciolo y pueden alcanzar un largo de 10 cm, siendo las primeras ovales y las posteriores lanceoladas. La inflorescencia tiene varias flores tubulares de 2 a 3 cm de largo, con una corola de color blanco a ligeramente rosa o morado (presencia de antocianinas). La corola presenta cinco lóbulos en la sección terminal. Al ser polinizada forma una cápsula dehiscente de aproximadamente un 1 cm de largo.

## Taxonomía
Nicotiana attenuata fue descrita por Ernst Gottlieb von Steudel y publicado en Nomenclator Botanicus 1: 554. 1821.
Etimología
Nicotiana: nombre genérico que fue dedicado a Jean Nicot, (científico francés del siglo XVI) por Linneo en su Species Plantarum de 1753.  
attenuata: epíteto latíno que significa «débil».

## Propiedades
Esta planta fue usada para una gran variedad de usos medicinales por tribus indígenas norteamericanas, así como también se empleó para fumar en ceremonias por las tribus hopi, apache, navajo, paiute, entre otras.
Cuando este tabaco salvaje es atacado por las larvas de la mariposa nocturna Manduca sexta, la planta empieza la producción de metabolitos secundarios para su defensa directa e indirecta. Entre las defensas indirectas se halla la emisión de vólatiles verdes de hoja que atraen a insectos del género Geocoris que se alimentan de las larvas de M. sexta.